# Acapulco, cuerpo y alma
 (срп. Акапулко, душом и телом) мексичка је теленовела, продукцијске куће Телевиса, снимана 1995.

## Синопсис
Давид Монталво је успешан бизнисмен, који ужива углед у друштву, а његов шарм му дозвољава жену коју год пожели. Иако има одличан пословни живот, Давид се слаже са својом маћехом Еленом и сестром Синтијом, али не и са Марселом (другим сином његовог оца).
Марсело мрзи и завиди брата, и постепено смишља план како би узео све Давиду, Марсело у Зихуанатеху упознаје Лорену, продавачицу рибе којој се удвара и која се заљубљује у њега, и он се представља као Давид Монталво. Неколико месеци касније они се венчају и Марсело изазива авионску несрећу где Давид гине.
Марсело исприча истину Лорени, присиљавајући је да буде његов саучесник, јер ће имати обострану корист. Давид преживи и враћа се схватајући Марселове зле намере, жели му се осветити преко Лорене, али љубав се умеша и да ли ће бити довољно јака победити мржњу и жељу за осветом?

## Улоге
| Глумац                | Улога              |
| --------------------- | ------------------ |
| Патрисија Мантерола   | Лорена Гарсија     |
| Саул Лисазо           | Давид Монталво     |
| Чантал Андере         | Аида Сан Роман     |
| Гиљермо Гарсија Канту | Марсело де Марис   |
| Елиса Агире           | Елена Монталво     |
| Сесилија Габријела    | Синтија Монталво   |
| Патрисија Навидад     | Клара              |
| Мануел „Флако“ Ибањез | Теодоро            |
| Росанхела Балбо       | Клаудија Сан Роман |
| Летисија Пердигон     | Рита               |
| Адријана Лават        | Лилијана Сан Роман |
| Ерман Гутијерез       | Пабло              |
| Кала                  | Роналдо Торес      |
| Хуан Солер            | Умберто Батиста    |
| Клаудија Вега         | Марина             |
| Саморита              | Гото               |
| Едуардо Ривера        | Оскар Родригес     |
| Карла Алварес         | Хулија Гарсија     |
| Фернандо Балсарети    | Аурелио            |
| Хулио Вега            | Феликс             |
| Марсело Сезан         | Енрике             |
| Софија Верегара       | Ирасема            |
| Еди Ксол              | Артуро             |
| Хулио Урета           | Росендо            |
| Лућа Морено           | Клео               |
| Хуан Солер            | Умберто            |
| Ерман Бернал          | Раул               |
| Саморита              | Гојо               |
| Алфредо Леал          | Рикардо            |

## Занимљивости
- Акапулко, душом и телом има и своју америчку верзију - теленовелу Аcapulco Bay.
- У епизодној улози, Аидине пријатељице се појавила певачица и глумица Арасели Арамбула.
- Насловну нумеру серије Cuerpo y alma отпевала је главна глумица Патрисија Мантерола.
- Крајем 2008. године појавила се вест на страним форумима , да позната редитељка Карла Естрада планира направити нову верзију ове теленовеле. У лету 2009. та вест је потврђена на страницама мексичког есмаса.
- Нова верзија теленовеле Sortilegio, а у њој главне улоге тумаче Вилијам Леви и Жаклин Бракамонтес.